# ARK LEAGUE
ARK LEAGUE(アークリーグ）は日本発祥のストリートスポーツの世界大会。BMXフラットランド、スケートボード、ブレイクダンスの3種目の競技によって構成される。
大会名の「ARK（アーク）」は、『旧約聖書』の「ノアの箱舟」を意味する。2013年に神戸市で誕生したBMXフラットランドの世界大会「FRAT ARK（フラットアーク）」を前身とする。

## 概要
ARK LEAGUE（アークリーグ）は、アメリカ合衆国発祥の「X Games（エックスゲームズ）」及び、ヨーロッパ（フランス）発祥の「FISE（フィセ）」に匹敵するアジア最大級のエクストリームスポーツの世界大会を目標に、2017年に神戸市で初開催された。当初はBMXフラットランド、スケートボードの2競技のみであったが、第2回にあたる2019年大会より新たにブレイクダンスが加わり、3競技体制となった。

## 競技

### FRAT ARK
FRAT ARK（フラットアーク）はBMXフラットランドの大会。BMXとは自転車競技の1種であり、速さを競う「レース」と、技を競う「フリースタイル」の2系統に分かれ、「フラットランド」は「フリースタイル」に属する分野である。優勝賞金はBMX界最高となる500万円。

### SKEATE ARK
SKEATE ARK（スケートアーク）はスケートボードの大会。スケートボードは2020年東京オリンピックより、正式種目に採用されている。

### BREAK ARK
BREAK ARK（ブレイクアーク）はブレイクダンスの大会。第2回にあたる2019年大会より新たに追加された。